# Best of Bee Gees
Best of Bee Gees — первый сборник лучших песен британской рок-группы Bee Gees, вышел в 1969 году в США и Великобритании на лейблах Polydor и Atco Records. Продюсировали альбом Bee Gees и Роберт Стигвуд.

## История создания
Best of Bee Gees начал записываться практически сразу после того, как группа выпустила очередной альбом Odessa. Но к этому времени второй лидер — вокалист Робин Гибб ушёл в отпуск, и поэтому пришлось делать всё самому. А когда он вернулся обратно, сборник был уже выпущен в США (в июне) и Великобритании (в октябре). В это время Bee Gees работали над своим новым студийным альбомом Cucumber Castle. Официальная версия 1969 года включает такие хиты, как «Spicks and Specks» (выпущен на виниле в том же году) и «Tomorrow, Tomorrow» (выпущен в формате CD в 1990 году). В 2001 году вышло переиздание сборника, а в октябре 2010 года он занял 16-е место в книге 100 Best Australian Albums. Также в ноябре 2008 года некоторые песни были перезаписаны на лейбле Polydor.

## Список композиций
Слова и музыка всех песен — Барри, Робин и Морис Гибб, если не указано иное.
| №  | Название                          | Автор(ы)           | Оригинальный релиз                                                                     | Длительность |
| -- | --------------------------------- | ------------------ | -------------------------------------------------------------------------------------- | ------------ |
| 1. | «Holiday»                         | Барри и Робин Гибб | Bee Gees’ 1st, август 1967                                                             | 2:52         |
| 2. | «I’ve Gotta Get a Message to You» |                    | Великобритания: внеальбомный сингл, сентябрь 1968 США: Idea, сентябрь 1968             | 2:59         |
| 3. | «I Can’t See Nobody»              | Барри и Робин Гибб | Bee Gees’ 1st                                                                          | 3:43         |
| 4. | «Words»                           |                    | внеальбомный сингл, январь 1968                                                        | 3:13         |
| 5. | «I Started a Joke»                |                    | Idea                                                                                   | 3:04         |
| 6. | «Spicks and Specks»               | Барри Гибб         | Великобритания: Spicks and Specks, ноябрь 1966 США: Rare, Precious and Beautiful, 1968 | 2:52         |

| №                   | Название                                         | Автор(ы)            | Оригинальный релиз       | Длительность |
| ------------------- | ------------------------------------------------ | ------------------- | ------------------------ | ------------ |
| 1.                  | «First of May»                                   |                     | Odessa, март 1969        | 2:48         |
| 2.                  | «World»                                          |                     | Horizontal, февраль 1968 | 3:12         |
| 3.                  | «Massachusetts»                                  |                     | Horizontal               | 2:22         |
| 4.                  | «To Love Somebody»                               | Барри и Робин Гибб  | Bee Gees’ 1st            | 2:58         |
| 5.                  | «Every Christian Lion Hearted Man Will Show You» |                     | Bee Gees’ 1st            | 3:32         |
| 6.                  | «New York Mining Disaster 1941»                  | Барри и Робин Гибб  | Bee Gees’ 1st            | 2:09         |
| Общая длительность: | Общая длительность:                              | Общая длительность: | Общая длительность:      | 35:44        |

## Участники записи
Приведены по сведениям базы данных Discogs, нумерация треков указана по изданию в формате компакт-диска.
Bee Gees:
- Барри Гибб — ведущий вокал (в песнях 1, 2, 4, 6—8 и 10), бэк-вокал (в песнях 5, 6 и 9), акустическая гитара, электрогитара
- Робин Гибб — ведущий вокал (в песнях 1—3, 5, 9 и 10), бэк-вокал (в песнях 10 и 12)
- Морис Гибб — бас-гитара, акустическая гитара, электрогитара, фортепиано, орган, меллотрон, клавесин, бэк-вокал
- Винс Мелоуни — электрогитара, соло-гитара
- Колин Питерсен — ударные

Приглашённые музыканты:
- Билл Шеперд — оркестровая аранжировка (в песнях 1—5 и 7—10)

Технический персонал:
- Роберт Стигвуд[англ.] — музыкальный продюсер
- Bee Gees — музыкальный продюсер (в песнях 2, 4, 5 и 7—9)
- Осси Бирн[англ.] — музыкальный продюсер (в песнях 1, 3 и 10—12)
- Сэм Фельдман — мастеринг-инженер[англ.]
- Хейг Адишян — художественное оформление конверта

## Позиции в хит-парадах и сертификации
| Год       | Хит-парад                           | Высшая позиция | Пребывание в чарте |
| --------- | ----------------------------------- | -------------- | ------------------ |
| 1969—1970 | Австралия (Kent Music Report)       | 6              | нет данных         |
| 1969—1970 | Великобритания (UK Albums Chart)    | 7              | 22 недели          |
| 1969—1970 | Италия (Musica e dischi)            | 11             | 6 недель           |
| 1969—1970 | Канада (RPM LP Chart)               | 5              | 33 недели          |
| 1969—1970 | США (Billboard Top LPs)             | 9              | 49 недель          |
| 1969—1970 | Финляндия (Suomen virallinen lista) | 16             | 8 недель           |
| 1969—1970 | ФРГ (Offizielle Top 100)            | 26             | нет данных         |
|           |                                     |                |                    |
| 1977      | Франция (SNEP)                      | 25             | 18 недель          |

| Год  | Хит-парад                | Позиция |
| ---- | ------------------------ | ------- |
| 1969 | США (Billboard Top LP’s) | 59      |
|      |                          |         |
| 1970 | Италия (FIMI)            | 34      |

| Регион | Сертификация  | Продажи  |
| --- | ------------- | -------- |
| Канада (Music Canada) | 2× Платиновый | 200 000^ |
| Новая Зеландия (RMNZ) | Золотой       |          |
| США (RIAA) | Золотой       | 500 000^ |
| * Данные о продажах приведены только на основе сертификации. ^ Данные о тиражах приведены только на основе сертификации. |               |          |